# برزو (قصبه غربی)
برزو یک روستا در ایران است که در دهستان قصبه غربی شهرستان سبزوار واقع شده‌است. برزو ۸۵۲ نفر جمعیت دارد.
محصولات کشاورزی برزو
پسته جو گندم زیره پنبه و معروفترین ان زردک برزو که از خانواده هویج میباشد
اثار تاریخی و معماری ان عبارت است از چندین اب انبار قدیمی و شاخص ترین ان اب انبار سنگی. که سقف ان با سنگ و ملات گل اهک پوشیده شده و بیش از صد سال قدمت دارد. 
مراسم فرهنگی. 
با توجه به شغل اکثریت روستا که از دیرباز دامدار و مشغول به پرورش گوسفند بوده اند مراسم پخت هلیم با مشارکت کل روستا در شام عاشورای حسینی و اربعین و بیست و هشتم صفر یا چهل و هشتم و بصورت خاص برگزار میگردد‌

## جمعیت
این روستا در بخش مرکزی شهرستان سبزوار قرار دارد و براساس سرشماری مرکز آمار ایران در سال ۱۳۸۵، جمعیت آن ۸۵۲ نفر (۲۳۰ خانوار) بوده‌است.